# Aïn Deheb (distrito)
Aïn Deheb é um distrito localizado na província de Tiaret, Argélia. Sua capital é a cidade de mesmo nome. A população total do distrito era de 4 608 habitantes, em 2008.[carece de fontes?]

## Comunas
O distrito está dividido em três comunas:
- Aïn Deheb (chef-lieu)
- Naima
- Chehaima